# Albanees-Griekse betrekkingen
De betrekkingen tussen Albanië en Griekenland verwijzen naar de internationale betrekkingen tussen de Republiek Albanië en Griekenland (officieel de Helleense Republiek). Albanië heeft een ambassade in de Griekse hoofdstad Athene en cosulaten in Thessaloniki en Ioannina. Griekenland heeft een ambassade in Tirana, de hoofdstad van Albanië, en twee consulaten in Korcë en Gjirokastër.
Beide landen zijn lid van de NAVO, de Raad van Europa, de Organisatie voor Veiligheid en Samenwerking in Europa, en de Organisatie voor Economische Samenwerking in het Zwarte Zeegebied.

## Landenvergelijking
|                  | Albanië | Griekenland                                                                              |
| ---------------- | --- | ---------------------------------------------------------------------------------------- |
| Bevolking        | 3.074.579 (2020) | 10.607.051 (2020)                                                                        |
| Oppervlakte      | 28.748 km² | 131.957 km²                                                                              |
| Dichtheid        | 106,9/km² (2020) | 80,4/km² (2020)                                                                          |
| Hoofdstad        | Tirana | Athene                                                                                   |
| Regeringsvorm    | Parlementaire republiek | Republiek                                                                                |
| Officiële talen  | Albanees | Grieks                                                                                   |
| Religie          | Islam 56,7%, Christendom 17%, Atheïsme 2,5%                                                                                       | Grieks-orthodox 87,6%, Islam 5,3%, overig 0,8%, onbekend 6,1%                            |
| Etnische groepen | Albanezen 82,6%, Grieken 0,9%, Vlachen, Roma, Montenegrijnen, Macedoniërs, Bulgaren, Aroemenen en Serviërs allen 1%, 15% onbekend | Grieken 91,6%, Albanezen 4,4%, overig 4% (Roma, Vlachen, Macedoniërs, Turken en Pomaken) |

## Diplomatieke betrekkingen
In 1971 startten de diplomatieke betrekkingen tussen Albanië en Griekenland. Sinds 1991, het jaar dat het  communistische Albanië een republiek werd, zijn de relaties tussen de landen relatief goed te noemen. 
De twee landen werken op veel vlakken samen, waaronder op het gebied van toerisme. Een belangrijk project daarvan zijn onder meer de toeristische ontwikkeling van de Ionische kustlijn, die de twee buurlanden delen.

## Geschiedenis
Door de meeste historici wordt aangenomen dat de Albanezen en Grieken nakomelingen zijn van de inheemse Balkanvolkeren: Pelasgen, Illyriërs, oud Grieken, Daciërs en Thraciërs. Allen volkeren die zich voor de Slavische volkeren in de 7e eeuw op het schiereiland hadden gevestigd. Uit onderzoek blijkt dat Albanezen en Grieken eveneens een vergelijkbare genetische afkomst delen.
De moderne Griekse en Albanese staat riepen respectievelijk in 1830 en 1912 hun onafhankelijkheid uit van
het Ottomaanse Rijk dat de Balkan vijf eeuwenlang bezette.

## Relatie
Het moderne Albanië verloor tijdens de Balkanoorlogen grondgebied aan het Koninkrijk Griekenland. Gedurende de 20e eeuw volgden er conflicten om de historische streek Epirus. Het noordelijke deel van het gebied werd na de Vredesconferentie van Parijs onderdeel van het vorstendom
Albanië. In de jaren die volgden ontstond territoriaal geschil tussen Albanië en Griekenland. Gedurende de Koude Oorlog viel Griekenland, met weinig succes, Albanië binnen.

## Minderheden
In Albanië vormen de Grieken met 200.000 personen de grootste etnische minderheid. In Griekenland vormen Albanezen met 480.000 tot 670.000 personen de grootste etnische minderheid.